# 1980-as afrikai nemzetek kupája
Az 1980-as afrikai nemzetek kupája volt a 12. ilyen torna, amelyet ezúttal Nigériában rendeztek. A rendező ország végül diadalmaskodni tudott az Algériai labdarúgó-válogatott ellen. Ebben az időszakban a megnyert mérkőzésért 2 pontot lehetett szerezni, szemben a mai szabályok szerinti 3 ponttal.

## Csoportkör

### A csoport
| Csapat           | Pont | Mérk | Gy | D | V | G+ | G- | G+/- |
| ---------------- | ---- | ---- | -- | - | - | -- | -- | ---- |
| Nigéria          | 5    | 3    | 2  | 1 | 0 | 4  | 1  | +3   |
| Egyiptom         | 4    | 3    | 2  | 0 | 1 | 4  | 3  | +1   |
| Elefántcsontpart | 2    | 3    | 0  | 2 | 1 | 2  | 3  | -1   |
| Tanzánia         | 1    | 3    | 0  | 1 | 2 | 3  | 6  | -3   |

| 1980. március 8. |

| Nigéria                             | 3–1   | Tanzánia   |
| ----------------------------------- | ----- | ---------- |
| Lawal 11' Onyedika 35' Odegbami 85' | (2–0) | Mkambi 54' |

| - Nézőszám: 25 000 |

| 1980. március 8. |

| Egyiptom             | 2–1   | Elefántcsontpart |
| -------------------- | ----- | ---------------- |
| Hammám 8' Mohtár 20' | (2–1) | Ani Gome 7'      |

|  |

| 1980. március 12. |

| Egyiptom                  | 2–1   | Tanzánia  |
| ------------------------- | ----- | --------- |
| Haszan Seháta 32' Núr 38' | (2–0) | Wazir 86' |

|  |

| 1980. március 12. |

| Nigéria | 0–0 | Elefántcsontpart |
| ------- | --- | ---------------- |
|         |     |                  |

|  |

| 1980. március 15. |

| Elefántcsontpart | 1–1   | Tanzánia  |
| ---------------- | ----- | --------- |
| Kobenan 7'       | (1–0) | Wazir 59' |

|  |

| 1980. március 15. |

| Nigéria   | 1–0   | Egyiptom |
| --------- | ----- | -------- |
| Isima 15' | (1–0) |          |

|  |

### B csoport
| Csapat  | Pont | Mérk | Gy | D | V | G+ | G- | G+/- |
| ------- | ---- | ---- | -- | - | - | -- | -- | ---- |
| Algéria | 5    | 3    | 2  | 1 | 0 | 4  | 2  | +2   |
| Marokkó | 3    | 3    | 1  | 1 | 1 | 2  | 2  | 0    |
| Ghána   | 3    | 3    | 1  | 1 | 1 | 1  | 1  | 0    |
| Guinea  | 1    | 3    | 0  | 1 | 2 | 3  | 5  | -2   |

| 1980. március 9. |

| Ghána | 0–0 | Algéria |
| ----- | --- | ------- |
|       |     |         |

| Nézőszám: 25 000 |

| 1980. március 9. |

| Marokkó           | 1–1   | Guinea           |
| ----------------- | ----- | ---------------- |
| Táhir Musztafa 7' | (1–1) | Moussa Camara 8' |

|  |

| 1980. március 13. |

| Algéria      | 1–0   | Marokkó |
| ------------ | ----- | ------- |
| Belloumi 90' | (0–0) |         |

|  |

| 1980. március 13. |

| Ghána     | 1–0   | Guinea |
| --------- | ----- | ------ |
| Kluse 69' | (0–0) |        |

|  |

| 1980. március 16. |

| Algéria                          | 3–2   | Guinea                   |
| -------------------------------- | ----- | ------------------------ |
| Ben Szavála 12' 49' Belloumi 37' | (2–0) | Diawara 82' Bangoura 90' |

|  |

| 1980. március 16. |

| Marokkó   | 1–0   | Ghána |
| --------- | ----- | ----- |
| Lábíd 44' | (1–0) |       |

|  |

## Elődöntők
| 1980. március 19. |

| Nigéria    | 1–0   | Marokkó |
| ---------- | ----- | ------- |
| Owolabi 9' | (1–0) |         |

|  |

| 1980. március 19. |

| Algéria                   | 2–2 (h. u.)     | Egyiptom                     |
| ------------------------- | --------------- | ---------------------------- |
| Aszaad 55' Ben Mílúdi 62' | (0–1, 2–2, 2–2) | el-Hatíb 32' esz-Szajjed 47' |
| Büntetőpárbaj             |                 |                              |
|                           | 4–2             |                              |

|  |

## A harmadik helyért
| 1980. március 21. |

| Marokkó      | 2–0   | Egyiptom |
| ------------ | ----- | -------- |
| Lábíd 9' 78' | (1–0) |          |

|  |

## Döntő
| 1980. március 22. |

| Nigéria                              | 3–0   | Algéria |
| ------------------------------------ | ----- | ------- |
| Segun Odegbami 2' 42' Muda Lawal 50' | (2–0) |         |

| Lagosi Nemzeti Stadion Nézőszám: 80 000 Játékvezető: Tesfaye Gebreyesus |

| 1980-as afrikai nemzetek kupája bajnoka: |
| ---------------------------------------- |
| NIGÉRIA 1. cím                           |